# 赤心巔峰
《赤心巔峰》（英語：Braving the Peak）是2023年紀錄片，楊守義執導作品，講述兩名越野跑者挑戰中央山脈大縱走最快完成紀錄。

## 簡介
計畫始於紀錄片主角之一的越野跑者古明政，打算負重獨攀在十天以內完成中央山脈大縱走，但其妻子囿於計畫的危險性反對，古明政轉而徵詢友人加入計畫的意願，得到曾參賽過环勃朗峰超级越野耐力赛的周青毛遂自薦，成為兩人組隊連袂挑戰紀錄的契機。
2022年10月，經歷近3年籌備的「赤心巔峰－中央山脈大縱走」計畫正式啟動，採取越野跑搭配定點補給的形式，古明政與周青從宜蘭縣的南湖北山（北一段）起登，目標十天內抵達位於高雄市的卑南主山（南一段）。最終，兩人順利完成計畫，並刷新5項紀錄：
- 最短耗時：8天16小時54分11秒
- 攀登最多座百岳：40座
- 總距離：332.99公里
- 總爬升：32,691公尺
- 總下降：32,896公尺

《赤心巔峰》在映像後製及上映階段發起群眾募資，共募得新台幣五百八十萬餘元。

## 同名專書
《赤心巔峰》同名專書由商周出版發行，導演楊守義主編。專書共七個章節，同時收錄140張拍攝過程捕捉的山岳影像。

## 外部連結
- 《赤心巔峰》紀錄片後製暨上映集資計畫 （页面存档备份，存于）